# Sgùrr Thuilm
Der Sgùrr Thuilm ist ein 963 m (3.159 ft) hoher, als Munro und Marilyn eingestufter Berg in Schottland. Sein gälischer Name kann in etwa mit Felsige Spitze des runden Hügels übersetzt werden.  Er liegt im Westen der Region Lochaber in einer einsamen Berglandschaft zwischen Loch Arkaig, Loch Morar und Loch Shiel, etwa acht Kilometer nordöstlich von Glenfinnan und rund 20 Kilometer nordwestlich von Fort William. 

## Beschreibung
Gemeinsam mit dem westlich benachbarten, 956 m (3.136 ft) hohen Sgùrr nan Coireachan und einigen niedrigeren Vorgipfeln bildet der Sgùrr Thuilm ein großes, weitgehend abgeschlossenes Bergmassiv am Nordende des von der Ortschaft Glenfinnan ausgehenden, gleichnamigen Tals. Über einen in etwa hufeisenförmig verlaufenden Grat sind die Gipfel des Massivs verbunden und umschließen zwei ineinander übergehende große Corries, das größere Coire Thollaidh und das kleinere Coire a’ Bheithe. Der Hauptgrat wird daher auch als Corryhully Horseshoe bezeichnet. Am östlichen Ende dieses Grats liegt der zugleich seinen höchsten Punkt darstellende Gipfel des Sgùrr Thuilm. 

Vom Gipfel aus führt ein langer Grat mit breitem Rücken, der Druim Coire a’ Bheithe, zunächst in fast gleichbleibender Höhe nach Süden und dann deutlich abfallend nach Südwesten. Weitere Grate führen vom Gipfel nach Norden und Nordosten. Während der steile Nordgrat kurz ist und nach Westen mit steilen, felsdurchsetzten Wänden in das sich nach Norden öffnende Coire Dubh abfällt, führt der längere Nordostgrat zunächst ebenfalls steil abfallend, dann sanfter und breiter werdend über einen kleinen Sattel bis zum 581 m (1.906 ft) hohen Vorgipfel Meall an Fhìr-eòin. Nach Westen führt der Hauptgrat des Massivs über die aufgrund ihrer geringen Schartenhöhe lediglich als Corbett-Tops eingestuften, mit 825 m (2.707 ft) bzw. 826 m (2.710 ft) fast gleichhohen Zwischengipfel Beinn Gharbh und Meall an Tàrmachain zum Sgùrr nan Coireachan, der als eigenständiger Munro klassifiziert ist.

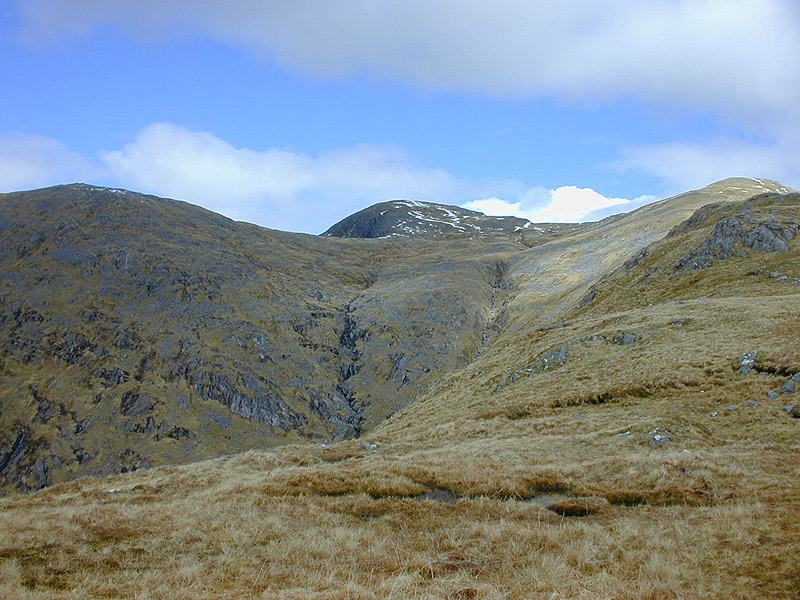
Auf dem Südwestgrat Druim Coire a’ Bheithe, Blick zum Gipfel des Sgùrr Thuilm
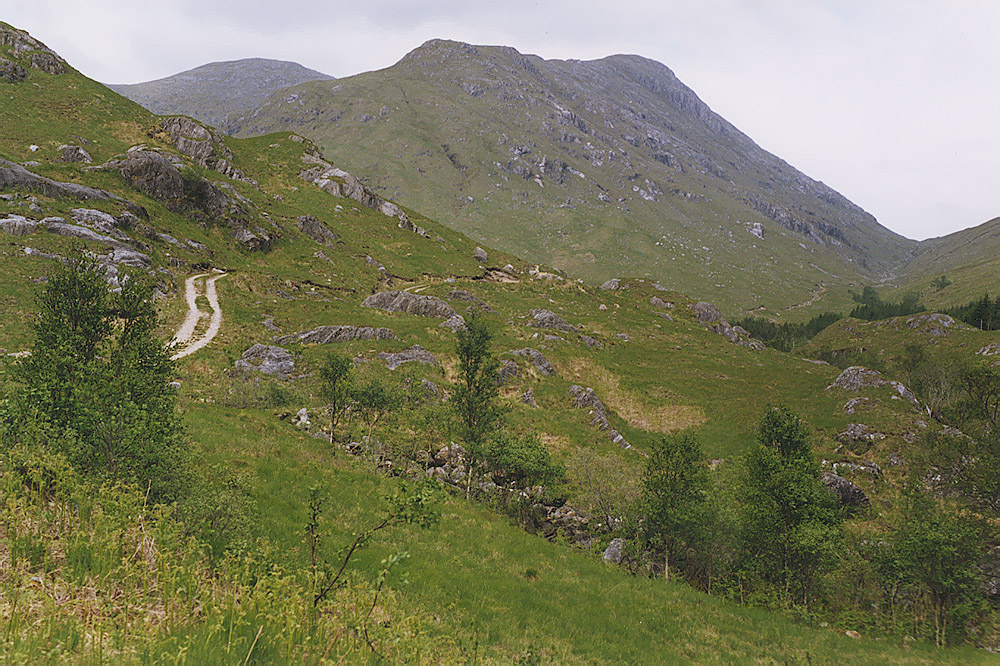
Blick nördlich von Corryhully auf den Druim Coire a’ Bheithe, links der Gipfel des Sgùrr Thuilm
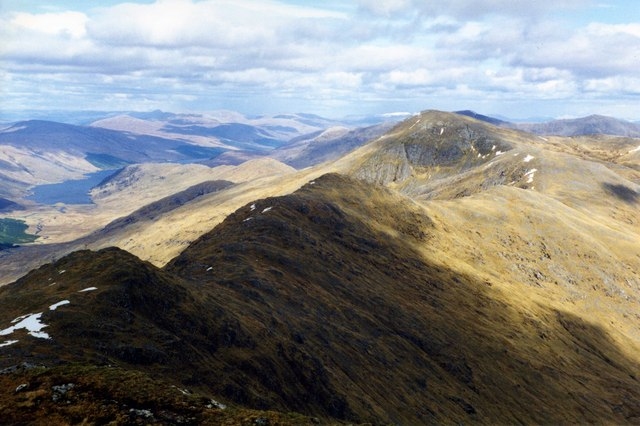
Blick vom Sgùrr nan Coireachan nach Osten über den Verbindungsgrat mit den Vorgipfeln Meall an Tàrmachain und Beinn Gharbh zum Sgùrr Thuilm
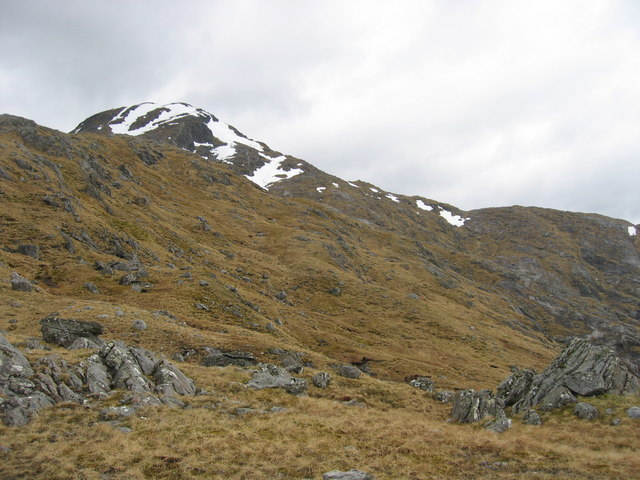
Auf dem Nordostgrat des Sgùrr Thuilm, Blick zum Gipfel

## Aufstieg
Die erste sicher datierte Besteigung des Sgùrr Thuilm fand am 18./19. Juli 1746 statt. Charles Edward Stuart, genannt Bonnie Prince Charlie, überquerte das Bergmassiv an diesen Tagen während seiner monatelangen Flucht vor den Regierungstruppen durch die Highlands nach dem gescheiterten letzten Aufstand der Jakobiten und der verlorenen Schlacht bei Culloden von Westen kommend. Er verbrachte den größten Teil des 19. Juli auf dem Gipfel des Sgùrr Thuilm, bevor er die Flucht am Abend nach Nordosten in Richtung Loch Quoich fortsetzte. Der Prinz und seine Begleiter wurden allerdings von einem ortskundigen Einheimischen geführt, so dass der Gipfel sehr wahrscheinlich bereits früher von Jägern oder Hirten erreicht worden war. 
Üblicher Zugang für eine Besteigung des Sgùrr Thuilm ist das Glen Finnan, das vom gleichnamigen Ort nach Norden führt. Ausgangspunkt ist der Parkplatz am Glenfinnan Monument am Nordende von Loch Shiel an der A830. Der Weg führt unter dem Glenfinnan-Viadukt durch in das Tal und an der Bothy von Corryhully vorbei bis zum Beginn des Druim Coire a’ Bheithe. Über diesen Grat führt der Aufstieg zum Gipfel des Sgùrr Thuilm. Die meisten Munro-Bagger besteigen beide Munros des Massivs gemeinsam. Der Weiterweg führt über den Grat zum Sgùrr nan Coireachan und über dessen Südostgrat zurück nach Corryhully. In der Gegenrichtung kann diese Tour ebenfalls begangen werden. Aus Richtung Norden kann der Berg über den Nordostgrat bestiegen werden. Ausgangspunkt ist die kleine Ansiedlung Strathan am Ende der Single track road westlich von Loch Arkaig.